# Хавва, Саид
Саид Хавва (араб. سعيد حوى‎; 1935, Хама — 1989, Амман) — один из лидеров и идеологов сирийского отделения «Братьев-мусульман». Написал огромное число книг, в которых описал организационные принципы и структуру исламистских организаций, методы подготовки исламских активистов, а также затронул вопросы толкования Корана и фикха. Будучи высокопоставленным членом «Братьев», принимал участие в организации выступлений против правительства Хафеза Асада в 1960—1970-х годах. В 1973 году был арестован, после освобождения в 1978 году эмигрировал.

## Биография
Родился в 1935 году в Хаме, вырос там же в квартале Алилият. По утверждению самого Хаввы, его отец был выходцем из племени аль-Найим, которое возводит своё происхождение к пророку Мухаммеду, мать Хаввы была из клана аль-Мували. В связи с ранней смертью матери и тем, что его отец оказался в центре конфликта, который привёл к временной разлуке с сыном, Саида в детстве воспитывала бабушка. После возвращения отца в Хаму Саид вместе с ним занимался торговлей.
В 1940-х годах отец Хаввы принимал участие в движении, организованном Акрамом Хаурани и его Арабской социалистической партией. Он стал одним из инициаторов протеста против богатых землевладельцев в квартале Алилият, а также принимал участие в изгнании с территории Сирии французов.

### Жизнь в Дамаске
В 1955 году Хавва поступил на факультет исламского права университета Дамаска. Будучи студентом, он стал учеником одного из лидеров «братьев-мусульман» Мустафы Сибаи. Также Хавва изучал суфизм, для этого он учился в Дамаске у ряда шейхов, среди которых Абд аль-Карим аль-Рифаи. В частности, у него Хавва позаимствовал идею «школы в каждой мечети».
Окончив университет в 1961 году, Хавва работал преподавателем в нескольких селениях близ Хамы. Близость к Хаме позволила Хавве поддержать активно действующих в городе «братьев-мусульман», он также сыграл небольшую роль в организации состоявшейся в апреле 1964 года всеобщей забастовки, которая была жестоко подавлена.

### Жизнь в Саудовской Аравии
Вследствие ухудшающихся отношений между правительством баасистов и сирийским отделением «Братьев», Хавва покинул Сирию. В 1966—1971 годах жил в Саудовской Аравии. Там он написал множество работ, в том числе свой наиболее значительный труд «Jund Allāh Thaqāfatan wa Akhlāqan».

### Освобождение
В 1978 году Хавва был освобождён, после этого покинул Сирию, эмигрировав в иорданский город Амман. В эмиграции Хавва продолжил писать труды, также он всё ещё оставался одним из лидеров «братьев» и Исламского фронта в Сирии. Страдая рядом болезней, в том числе диабетом, умер в 1989 году в Аммане.

### Идеи и влияние
Мнения исследователей относительно идеологии Хаввы разнятся. По мнению Эмманюэля Сивана, Хавва являлся последователем Сеййида Кутба и сторонником исламской революции. С ним согласен Стефан Лакруа, который называет Хавву «убеждённым кутбистом». С другой стороны, Итзчак Вайсманн считает, что Хавва отвергал идеи Кутбы, более того, «в течение всего периода своей деятельности при баасистах Хавва пытался ограничить влияние Марвана Хадида, человека, который принёс идеи Кутбы в Сирию, и объявил безоговорочную войну режиму».